# 平安里駅
平安里駅（へいあんり-えき）は北京市西城区に位置する北京地下鉄4号線、6号線、19号線の駅である。2009年9月28日の4号線開通と共に開業した。

## 駅構造
全線島式ホーム1面2線の地下駅。出口は4箇所ある。

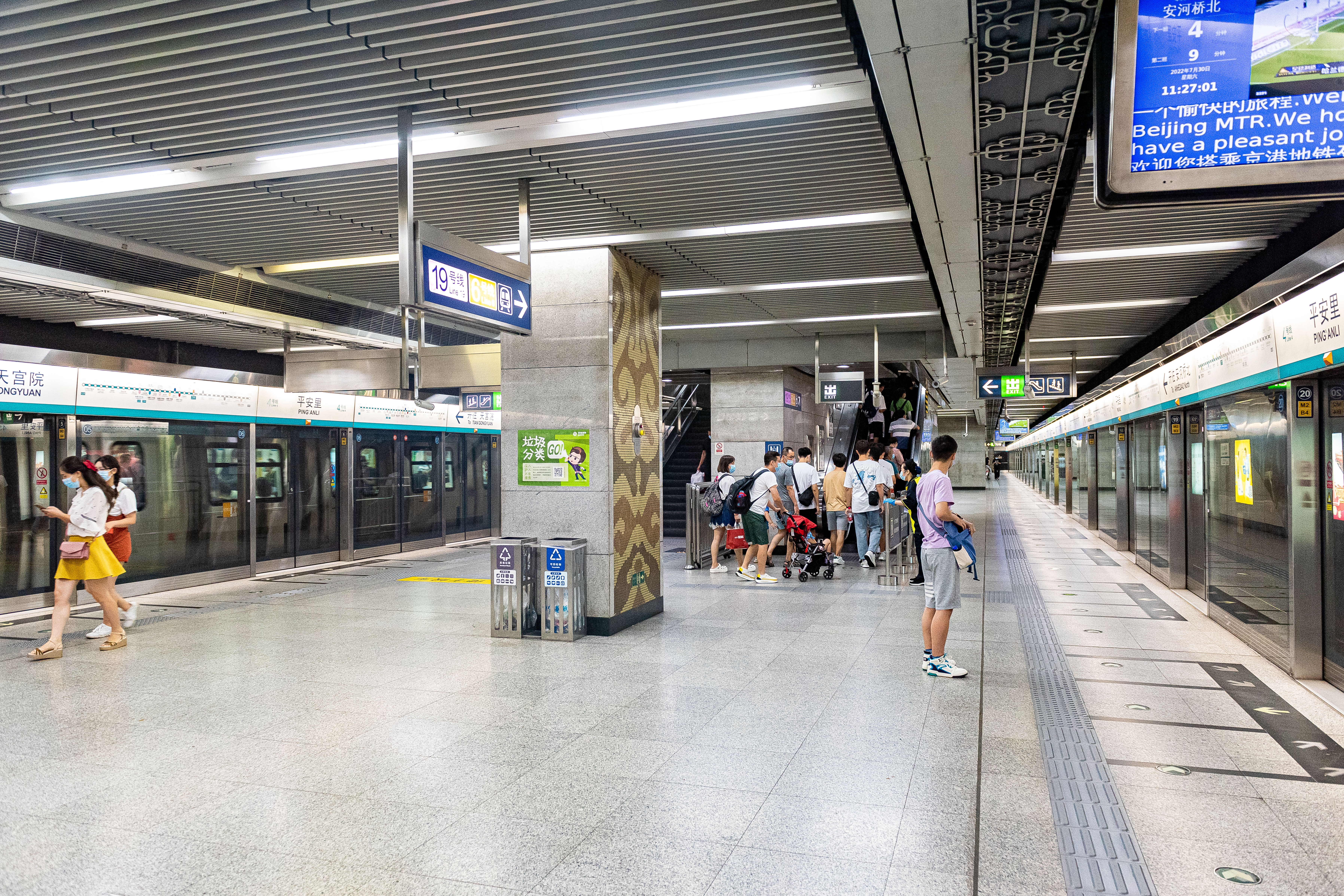
4号線ホーム
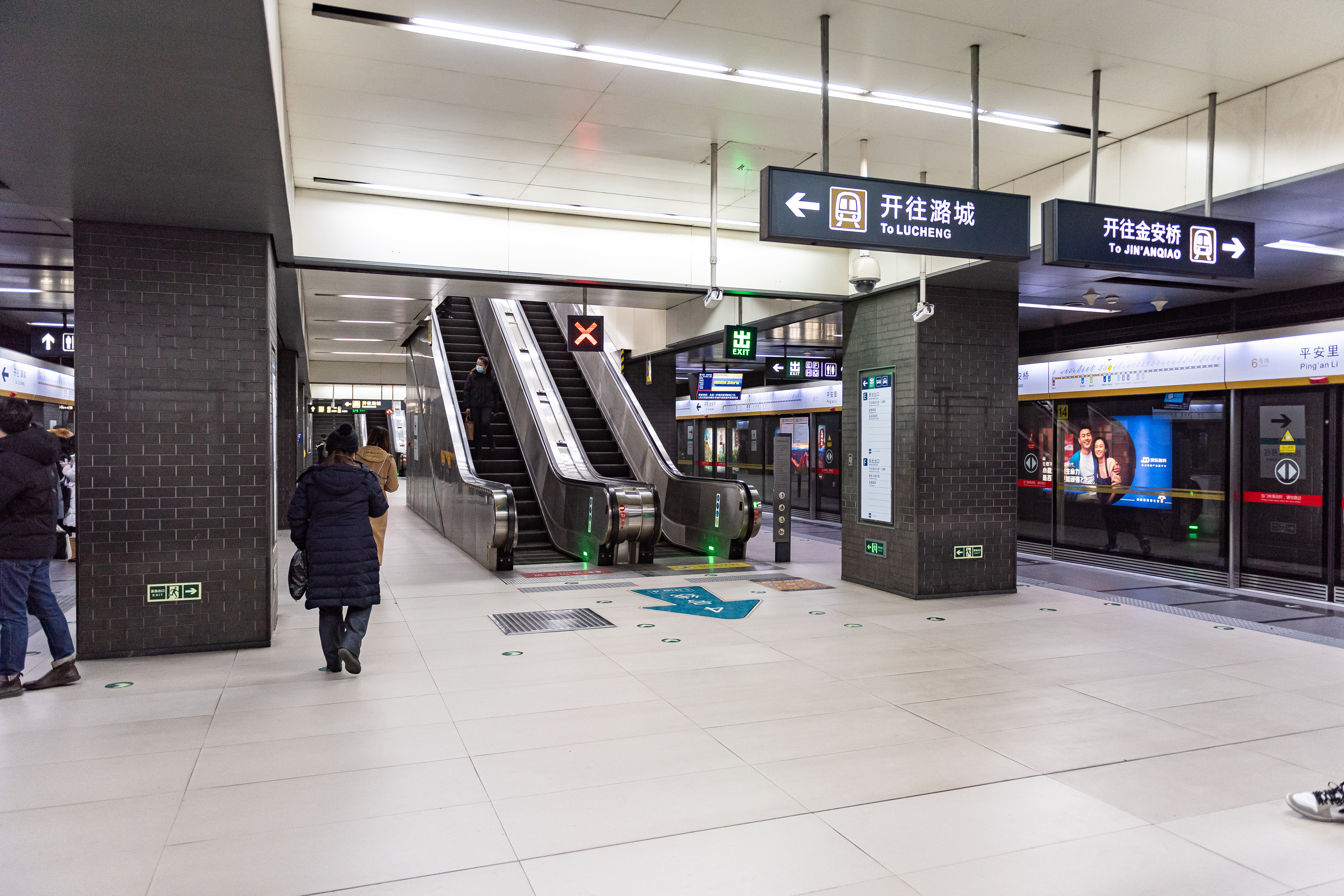
6号線ホーム
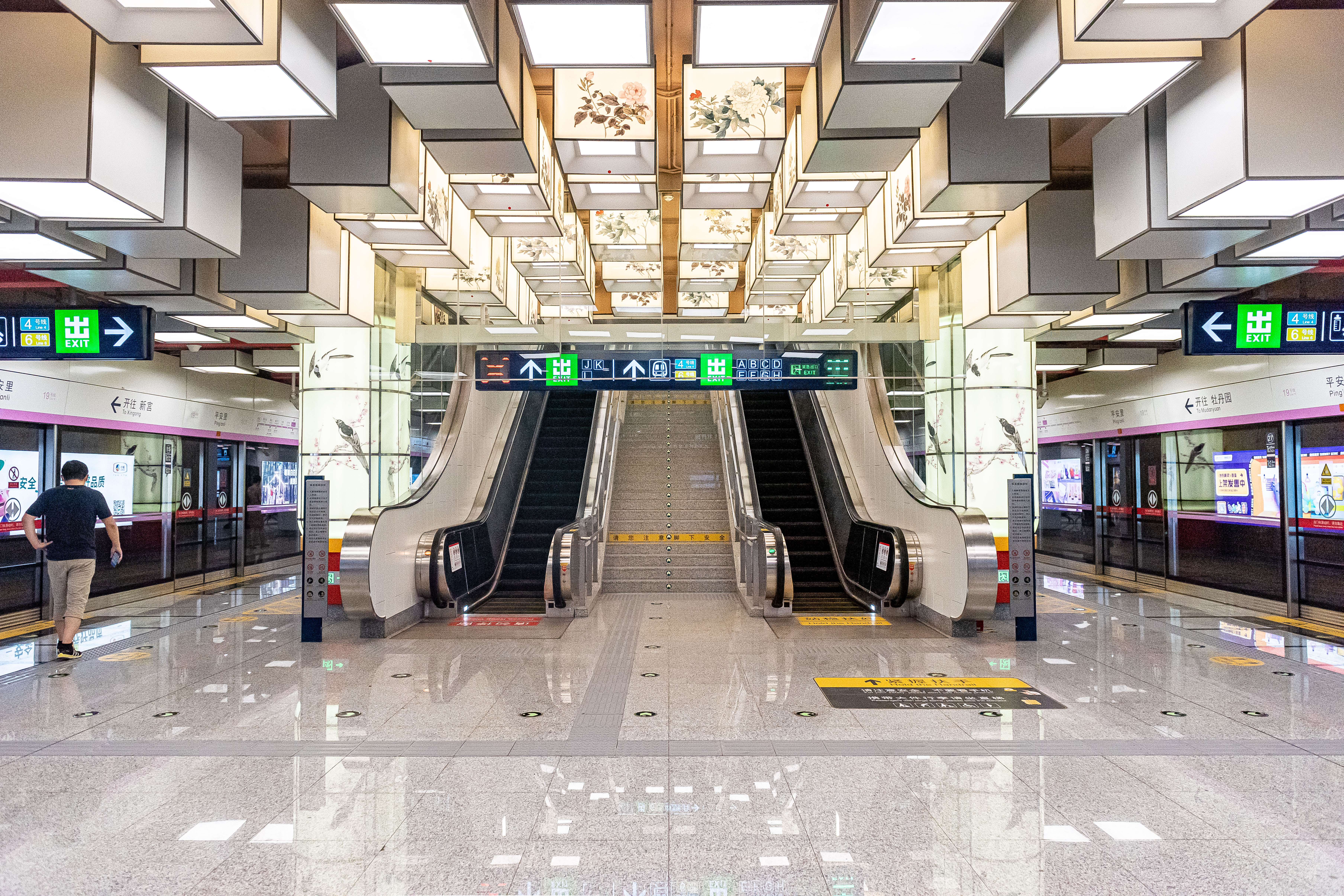
19号線ホーム
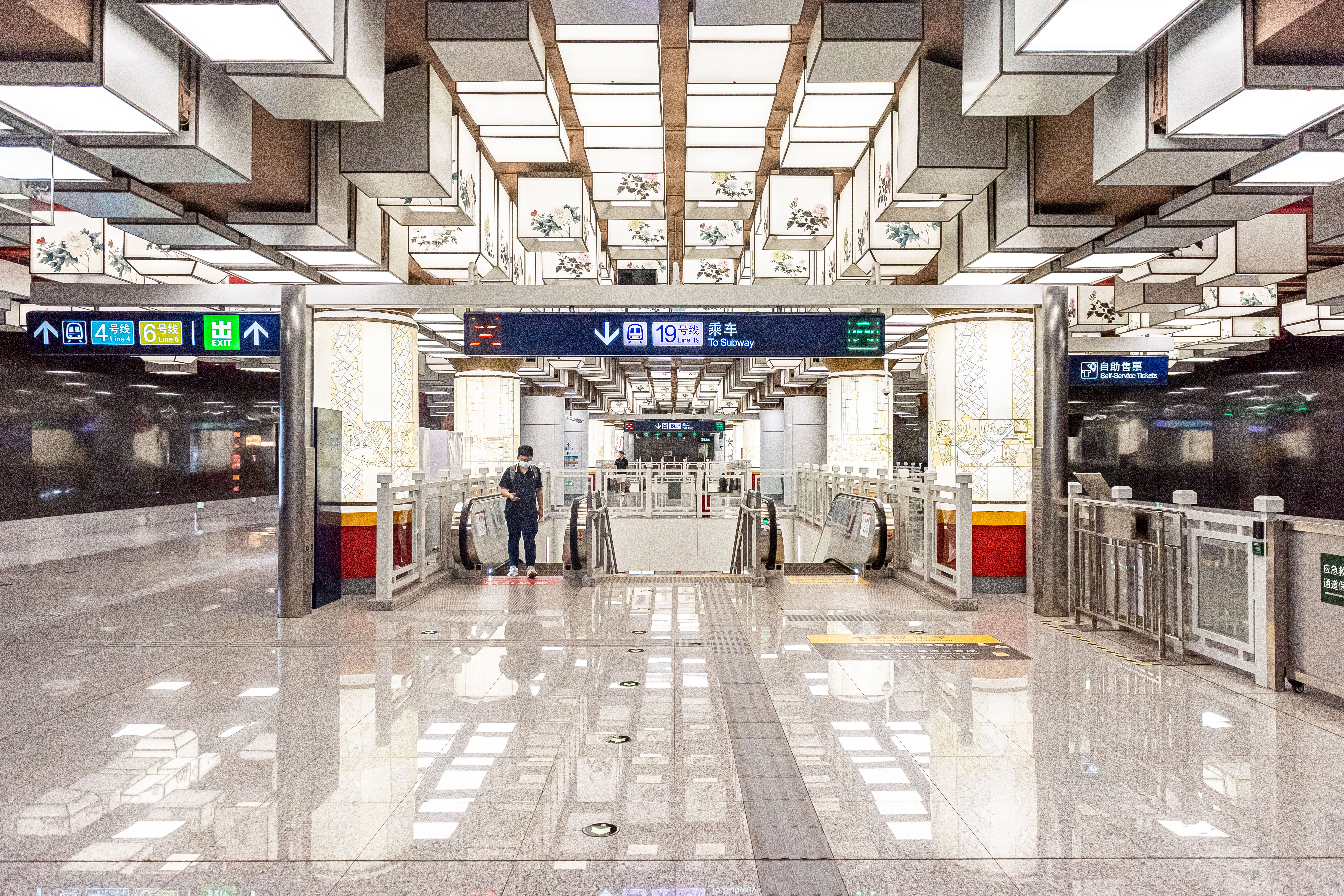
19号線改札階コンコース
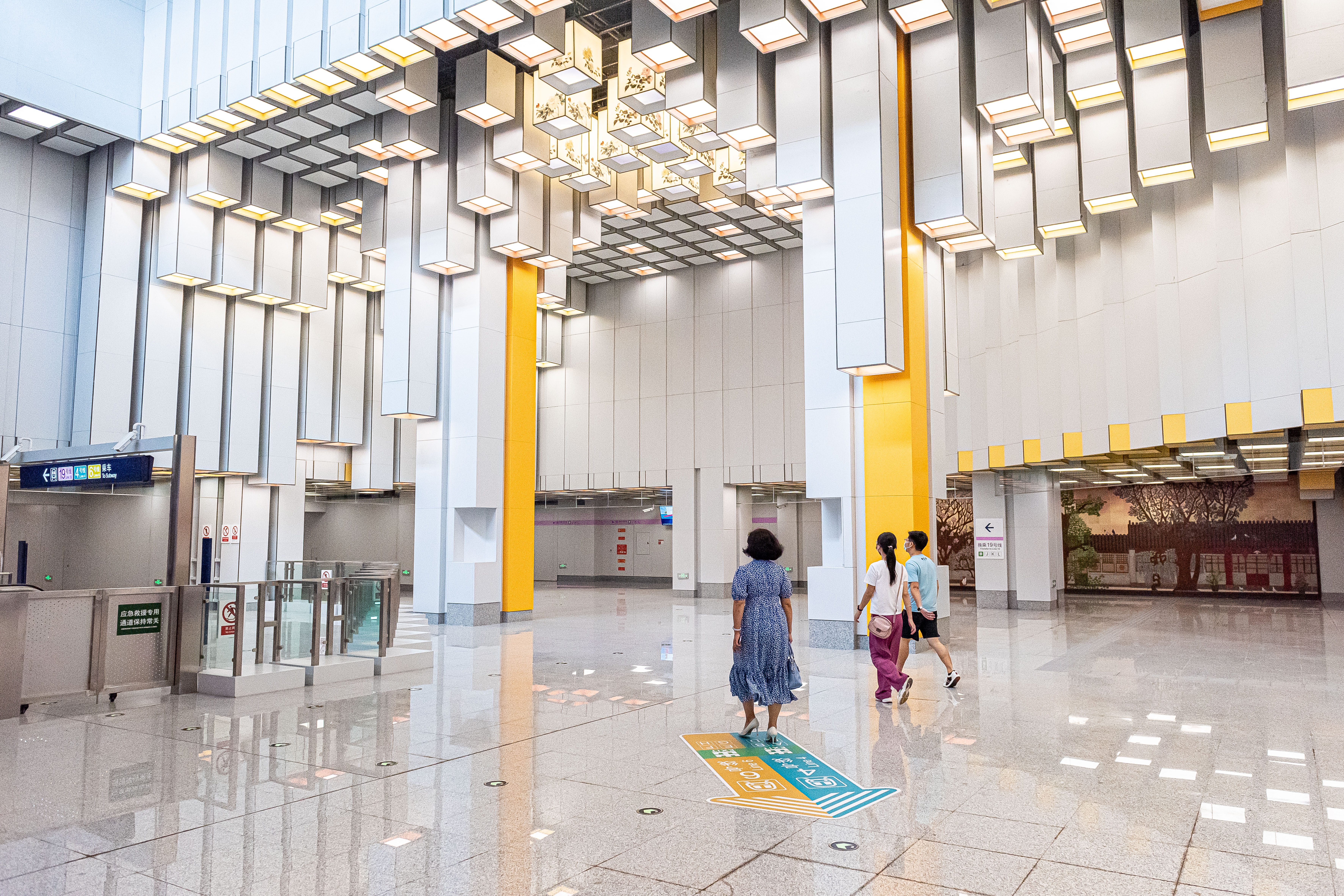
乗り換えホール

## 装飾
4号線の壁面は京劇の抽象的なパターンに小さなレンガ造りのモザイクタイルと両側の四角柱で飾られている。6号線の壁面は北京の伝統である装飾的な煉瓦や母屋等の要素が装飾のモチーフとなっている。

## 駅周辺
H出口から南に歩くと胡同があり、旧城内の情緒を残す町並みが広がる。皇帝の親族が居住を構えた地域となり、理路整然としているのが特徴となる。
また、清末から中華人民共和国時代までを代表する京劇俳優である梅蘭芳が晩年に過ごした家屋を改装してオープンした梅蘭芳紀念館にも近い。

## 歴史
- 2009年9月28日 - 4号線が開業。
- 2012年12月30日 - 6号線が開業。
- 2022年7月30日 - 19号線が開業。

## 隣の駅
北京地下鉄
■4号線
西四駅 - 平安里駅 - 新街口駅
■6号線
車公荘駅 - 平安里駅 - 北海北駅
■19号線
積水潭駅 - 平安里駅 - 太平橋駅
座標: 北緯39度55分54秒 東経116度22分00秒 / 北緯39.93153度 東経116.36653度